# Alisterus
Alisterus of koningsparkieten vormen een geslacht van vogels uit de familie Psittaculidae (papegaaien van de Oude Wereld). Dit geslacht is nauw verwant aan de soorten uit de geslachten Aprosmictus en Polytelis.

## Soorten
De volgende soorten zijn bij het geslacht ingedeeld:
- Alisterus amboinensis – Molukse koningsparkiet
- Alisterus chloropterus – Groenvleugelkoningsparkiet
- Alisterus scapularis – Australische koningsparkiet